# Saint-Pierre-la-Palud
Saint-Pierre-la-Palud es una comuna francesa situada en el departamento de Ródano, de la región de Auvernia-Ródano-Alpes.

## Demografía
| 1 472 | 1 385 | 1 233 | 1 546 | 1 804 | 1 983 | 2 207 | 2 474 | 2 629 |
| Para los censos de 1962 a 1999 la población legal corresponde a la población sin duplicidades (Fuente: INSEE [Consultar]) |       |       |       |       |       |       |       |       |